# Ходак Ріддлі
«Ходак Ріддлі» (англ. Riddley Walker) — науково-фантастичний роман  американського та англійського письменника-фантаста Рассела Гобана, де алхімія порівняна з ядерною енергією, а сюжет розгортається у Великій Британії майбутнього, після «кінця світу». Тут «маленький блискучий хлопчик» грає роль фокусної точки розповіді, що розгортається на уявній нескінченним кількості різних рівнів. Роман написано на уявному діалекті англійської мови з фонетичною транслітерацією кентського акценту. Початок роботи у 1974 році, а завершено у 1980 році.

## Зміст
Події розгортаються через 2 тис. років по тому як сталася ядерна війна, що спустошила Землю та знищила цивілізацію. В результаті людство в своєму розвитку опустилося до часів залізної доби. Події розгортаються у колишній Великій Британії, на території графства Кент, що тепер називається «Внутрішня земля». Більшість його мешканців ніколи не залишала межі проживання. Вони полюють на тварин та збирають метал із зруйнованих машин з — «поганого часу» (період війн та технологій). Церква і держава об'єдналися в одну засекречену установу, чия міфологема, заснована на неправильному тлумаченні історії війни та католицького святого Юстаса з Кентерберійського абатства. Популярним жанром мистецтва є лише вуличний театр Панч і Джуді.
Оповідання ведеться від імені Ріддлі. Йому виповнюється 12 років, час коли він стає повнолітнім та отримує право зватися людиною. Батько дає йому списа для полювання на дикого кабана. Але через 3 дні батько гине на полювання. У відповідь Ріддлі вбиває вожака зграї диких собак та сам очолює їх. Слідом за цим починає свою подорож. Він намагається зіставити сучасність та історію людства, що розповідають в селищі. Його авторитет намагається використали голова селища Авель Гудпарті, розповідаючи спотворену історію світу. Втім собаки ведуть Ріддлі далі.
У підземеллі він рятує Ардшипа Кембрійського, який розповідає, що в старовинному Кентерберрі є згадки про народ Еузи (поєднання імен Ісуса Христа та святого Юстаса), що колись панував над світом. Подорожуючи Ріддлі вивчає історію Еузи. В одній із місцини знаходить залишки пороху та розуміє його потугу. Тепер він стає сильніше за будь-яку людину, оскільки має зброю XV ст. перед зброєю залізного віка. Роман завершується тим, що Ріддлі розуміє нікчемність здобуття влади за допомогою потужної зброї й йде далі в пошуках істини.

## Нагороди і номінації
- номінація на премію Неб'юла 1981 року
- меморіальна премія імені Джона Кемпбелла 1982 року